# Matamoe
Matamoe est un tableau réalisé par le peintre français Paul Gauguin en 1892. Conservée au musée des Beaux-Arts Pouchkine, à Moscou, cette huile sur toile est un paysage de Tahiti centré sur un Polynésien coupant du bois pour un feu à la hachette, avec deux paons au premier plan.